# Nicky Degrendele
Nicky Degrendele (Knokke-Heist, Flandes Occidental, 11 d'octubre de 1996) és una ciclista belga especialista en el pista encara que també competeix en carretera. Actualment milita a l'equip Sport Vlaanderen-Guill D'or.

## Palmarès en pista
- 2014
  -  Campiona del món júnior en Keirin
  -  Campiona d'Europa júnior en Keirin
  -  Campiona de Bèlgica en Keirin
- 2015
  -  Campiona de Bèlgica en Keirin
  -  Campiona de Bèlgica en Velocitat
- 2016
  -  Campiona de Bèlgica en Keirin
  -  Campiona de Bèlgica en Velocitat